# Cantonul Saint-Pierre-des-Corps
Cantonul Saint-Pierre-des-Corps este un canton din arondismentul Tours, departamentul Indre-et-Loire, regiunea Centru, Franța.